# Batalha de Tsushima
A Batalha de Tsushima (Japonês: 対馬海戦, tsushima-kaisen; em russo:  Цусимское сражение, Tsusimskoye srazheniye), também chamada de Batalha do Estreito de Tsushima ou Batalha Naval do Mar do Japão, foi a maior batalha naval travada entre a Rússia e o Japão durante a Guerra Russo-Japonesa. Foi a única batalha marítima decisiva combatida com modernas frotas de encouraçados de aço da história naval, a primeira batalha naval em que a Radiotelegrafia desempenhou um papel de extrema importância, e tem sido caracterizada como um "eco moribundo da antiga era – pela última vez na história das batalhas navais, navios da linha de uma frota derrotada renderam-se em alto-mar".
Foi disputada em 27–28 de maio, 1905 (14-15 de maio no calendário Juliano, então em uso na Rússia) no Estreito de Tsushima entre a Coreia e o sul do Japão. Nesta batalha a frota japonesa sob o Almirante Tōgō Heihachirō destruiu dois terços da frota russa, sob o Almirante Zinovi Rozhestvenski, que viajou mais de 18 000 milhas náuticas (33 000 km) para alcançar o Extremo Oriente. Em Londres em 1906, Sir George Sydenham Clarke escreveu, "A batalha de Tsu-shima é de longe o maior e mais importante evento naval desde Trafalgar"; décadas depois, o historiador Edmund Morris concordaria com a sua opinião.
Antes da Guerra Russo-Japonesa, os países construíam seus couraçados com baterias mistas de canhões de 150 mm (6 polegadas), 203 mm (8 polegadas), 254 mm (10 pol.) e 305 mm (12 pol.), com a intenção de que estes couraçados atuassem na linha de batalha em uma área restrita. A batalha demonstrou que grandes canhões com alcances mais longos eram mais vantajosos durante as batalhas navais do que baterias mistas de diferentes tamanhos.
A radiotelegrafia foi inventada na última metade da década de 1890, e durante a virada de século todas as maiores marinhas estavam adotando esta tecnologia de comunicações aperfeiçoada. Embora Alexander Stepanovich Popov do Instituto de Guerra Naval tenha construído e demonstrado um sistema de radiotelegrafia em 1900, equipamentos da empresa alemã Telefunken foram inicialmente adotados pela Marinha Imperial Russa. No Japão, o Professor Shunkichi Kimura foi contratado pela Marinha Imperial para desenvolver seus próprios sistemas sem-fio, que estiveram em uso em muitos dos navios de guerra japoneses de antes de 1904. Embora ambos os lados tenham a radiotelegrafia desde o início, os russos estavam usando sistemas alemães e tinham dificuldades no seu uso e manutenção, enquanto os japoneses tinham a vantagem de usar seus próprios equipamentos. Atualmente é considerado que esta batalha tenha sido o início das guerras eletrônicas.

## Antecedentes

### Conflito no Extremo Oriente
Em 8 de fevereiro de 1904 destróieres da Marinha Imperial do Japão lançaram um ataque surpresa contra a frota russa no Extremo Oriente ancorada em Port Arthur; 3 navios — 2 encouraçados e um cruzador — foram danificados no ataque. A Guerra Russo-Japonesa então começava. O primeiro objetivo do Japão era assegurar suas linhas de comunicações e suprimentos à Ásia continental, o possibilitando de conduzir uma guerra terrestre na Manchúria. Para realizar isto, era necessário neutralizar o poder naval russo no Extremo Oriente. A princípio, as forças navais russas permaneceram inativas e não se opuseram aos japoneses, que organizaram desembarques sem resistência na Coreia. Entretanto, os russos foram revitalizados com a chegada do almirante Stepan Makarov e foram capazes de alcançar algum sucesso contra os japoneses. O navio-almirante de Makarov, o encouraçado Petropavlovsk atingiu uma mina, e Makarov estava entre os mortos. Seus sucessores falharam ao desafiar a marinha japonesa, e os Russos foram efetivamente reprimidos em sua base em Port Arthur.
Em maio, os Japoneses desembarcaram forças na Península de Liaodong e em agosto começaram o cerco da estação naval. Em 9 de agosto, o almirante Wilgelm Vitgeft, comandante da 1ª Esquadra do Pacífico, foi ordenado a dirigir sua frota para Vladivostok, articular-se com a esquadra estacionada lá, e então combater a Marinha Imperial Japonesa em uma batalha decisiva. Ambas as esquadras da Frota Russa do Pacífico acabariam por dispersarem-se durante as batalhas do Mar Amarelo em 10 de agosto e na Batalha de Ulsan em 14 de agosto de 1904. O que restou do poder naval russo iria eventualmente afundar em Port Arthur.

### Segunda Esquadra do Pacífico

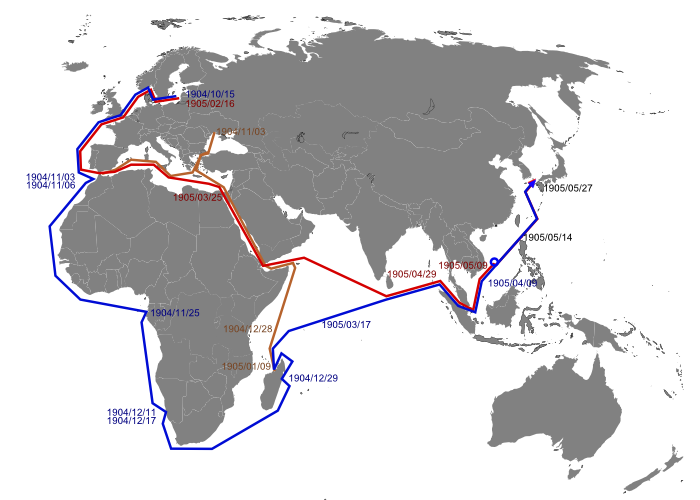
A longa viagem da Frota Russa do Báltico

Com a inatividade da Primeira Esquadra do Pacífico após a morte do almirante Makarov e o recrudescimento do cerco japonês à Port Arthur, os russos consideraram enviar parte da Frota do Báltico para o Extremo Oriente. O plano era libertar Port Arthur pelo mar, juntá-la com a Primeira Esquadra do Pacífico, sobrepujar a Marinha Imperial Japonesa, e então atrasar o avanço japonês sobre a Manchúria até que reforços russos pudessem chegar pela ferrovia Transiberiana e dominar as forças terrestres do Japão na Manchúria. Como a situação no Extremo Oriente se deteriorou, o Tsar (encorajado por seu primo Kaiser Wilhelm II), concordou com a formação da Segunda Esquadra do Pacífico. Ela consistiria de cinco divisões da Frota do Báltico, incluindo 11 dos seus 13 couraçados. A esquadra partiu a 15 de outubro de 1904 sob o comando do almirante Zinovy Rozhestvenski.
A Segunda Esquadra do Pacífico navegou através do Mar do Norte. Como havia rumores de torpedeiros japoneses no Mar do Norte, vários navios russos dispararam contra traineiras britânicas no Banco Dogger, causando a cobertura da frota russa pela Marinha Real Britânica até que fosse alcançado um acordo diplomático. Barrada pela Grã-Bretanha de usar o Canal de Suez, os russos circunavegaram a África, e em abril e maio de 1905 ancoraram na Baía de Cam Ranh na Indochina Francesa. A viagem foi longa e árdua, e a disposição da tripulação despencou. Os russos foram ordenados a quebrar o bloqueio a Port Arthur, mas a cidade já tinha caído em 2 de janeiro, então o objetivou voltou-se para o porto de Vladivostok.

### Estreito de Tsushima

Estreitos da Coreia e Tsushima, e Ilha de Tsushima

Os russos poderiam ter navegado através de qualquer um de três possíveis estreitos para alcançar Vladivostok: La Perouse, Tsugaru, e Tsushima. O almirante Rozhestvenski escolheu Tsushima num esforço para simplificar seu percurso. O almirante Tōgō, com base em Busan, também acreditava que Tsushima seria o trajeto escolhido pelos russos. O Estreito de Tsushima é um corpo de água a leste da Ilha de Tsushima, localizados a meio caminho das ilhas japonesas de Kyushu e a Península da Coreia, a mais curta e direta rota partindo da Indochina. As outras rotas requereriam que a frota navegasse a leste em volta do Japão. A Frota Combinada japonesa e as segunda e terceira Esquadras Russas do Pacífico, enviadas da Europa, combateriam no estreito entre a Coreia e o Japão próximo às Ilhas de Tsushima.

## Prelúdio
Por causa da jornada de 18 000 milhas, a frota russa estava relativamente em má condições para batalha. Com exceção dos quatro mais novos couraçados da Classe Borodino, A 3ª Divisão do almirante Nebogatov era composta de navios mais velhos e mal conservados. Em geral, nenhum dos lados tinha uma vantagem significativa de capacidade de manobras. A longa viagem, combinada à falta de oportunidade de manutenção, fez com que os navios russos ficassem com excessiva incrustação, reduzindo significativamente suas velocidades. Os navios japoneses podiam alcançar 15 nós (28 km/h), mas a frota russa podia somente alcançar 14 nós (26 km/h), somente em pequenos saltos.
Tōgō foi capaz de usar a superior manobrabilidade de sua frota a seu favor, "cruzando o T" duas vezes. Além disso, havia significativas deficiências nos equipamentos e no treinamento da frota russa. Testes navais russos com seus torpedos revelaram grandes falhas tecnológicas. A maior vantagem de Tōgō era sua experiência, sendo o único almirante ativo em qualquer marinha com experiência em combates abordo de couraçados. (Os outros eram os almirantes russos Oskar Victorovich Stark, que foi afastado do comando após sua derrota humilhante na Batalha de Port Arthur, e Wilgelm Vitgeft, que morrera na Batalha do Mar Amarelo.)

## Batalha

### Táticas navais
Couraçados, cruzadores, e outras embarcações foram organizadas em divisões, cada divisão sendo comandada por um oficial general (almirante). Na batalha de Tsushima, o almirante Tōgō foi o comandante oficial do Mikasa (as outras divisões foram comandadas por Vice-almirantes, Contra-almirantes, Comodoros, Capitães e Comandantes para a divisão de destróieres). Em seguida na linha após Mikasa vinham os couraçados Shikishima, Fuji e Asahi. Seguindo eles vinham dois cruzadores blindados.

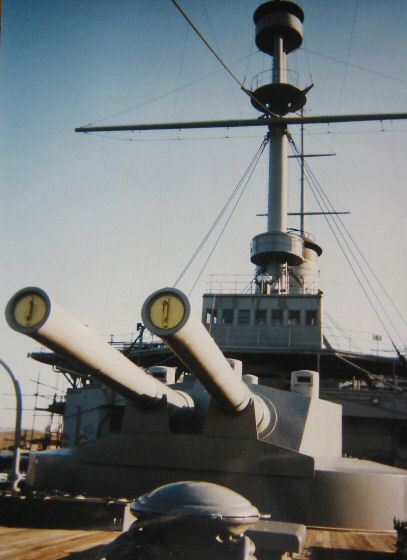
O couraçado Mikasa, navio-almirante de Tōgō Heihachirō na batalha de Tsushima, preservado como um memorial em Yokosuka, Japão

O almirante Tōgō, usando de reconhecimento e escolhendo bem sua posição, "assegurou além dos riscos plausíveis seu objetivo estratégico de trazer a frota russa para a batalha, independentemente das velocidades". Quando Tōgō decidiu executar uma virada a bombordo em sequência, ele o fez para preservar a sequència da sua linha de batalha, com o navio-almirante Mikasa ainda na liderança (o que poderia indicar que o almirante Tōgō queria que suas mais poderosas unidades entrassem em ação primeiro).
A virada em sequência fez com que cada navio virasse um após o outro enquanto continuavam a seguir o navio da frente. Efetivamente cada navio viraria sobre o mesmo pedaço de mar (sendo este o risco na manobra ao dar a frota inimiga a oportunidade de mirar naquela área). Tōgō poderia ter ordenado seus navios para virarem "juntos", isto é, cada navio teria feito o giro ao mesmo tempo e revertido a direção. Esta manobra, a mesma efetuada pela frota franco-espanhola em Trafalgar, seria mais rápida mas teria desfeito a sequência da linha de batalha e causado confusão ao alterar os planos de batalha colocando os cruzadores na liderança. Isto era algo que Tōgō desejava evitar.

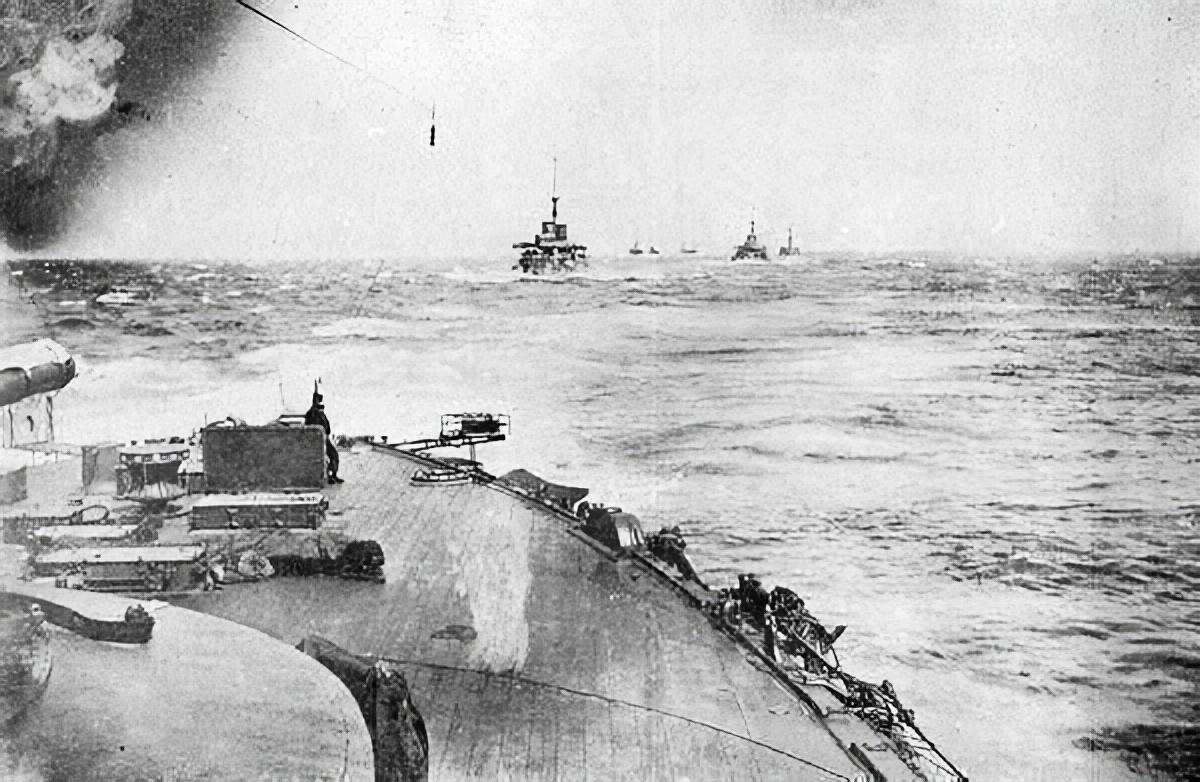
Partida da Frota Combinada

### Primeiro contato
Para passar despercebida para Vladivostok, a frota russa mudou seu trajeto para fora dos canais regulares de transporte marítimo para reduzir a chance de detecção ao aproximar-se das águas japonesas. Na noite de 26/27 de maio, a frota russa alcançou o Estreito de Tsushima.
Na noite enevoada, uma espessa neblina cobria os estreitos, dando aos russos uma vantagem. Às 02h45 JST, o cruzador auxiliar Shinano Maru observou três luzes sobre o que parecia ser uma embarcação no horizonte distante e se aproximou para investigar. As luzes eram do navio de assistência hospitalar Oryol, que de acordo com as leis de guerras, manteve-as acessas. Às 04h30, Shinano Maru aproximou-se da embarcação, notando que ela não carregava armas e aparentava ser uma auxiliar. O Oryol confundiu o Shinano Maru com outro navio russo e não tentou notificar a frota. Em vez disso, sinalizou para o Shinano Maru informando que havia outras embarcações próximas. O Shinano Maru então avistou a forma de dez outras embarcações russas na névoa. A frota russa foi descoberta, e qualquer chance de alcançar Vladivostok sem ser detectada desapareceu.
A radiotelegrafia teve um papel importante desde o começo. Às 04h55, o capitão Narukawa do Shinano Maru mandou uma mensagem sem fio para o almirante Tōgō em Masampo que "O inimigo está no quadrado 203". Às 05h00, sinais sem fio interceptados informaram os russos de que eles tinham sido descobertos e que cruzadores batedores japoneses estavam os cobrindo. O almirante Tōgō recebeu sua mensagem às 05h05, e imediatamente começou a preparar sua frota de batalha para uma incursão.

### Início da batalha

Bandeira Z

Às 06h34, antes de partir com a Frota Combinada, o almirante Tōgō enviou uma confiante mensagem para o ministro da marinha em Tóquio:

Eu acabo de receber notícias [por radiotelegrafia] de que a frota inimiga foi avistada. Nossa frota irá prosseguir imediatamente para o mar para atacar o inimigo e destruí-lo. O tempo hoje está bom mas as ondas estão altas.

Ao mesmo tempo a frota japonesa inteira se punha no mar, com o almirante Tōgō do seu navio-almirante Mikasa liderando mais de quarenta embarcações para encontrar os russos. Entretanto, as embarcações batedoras japonesas de cobertura enviavam relatórios por rádio a cada poucos minutos sobre a formação e curso da frota russa. Havia névoa que reduzia a visibilidade e o tempo estava ruim. A radiotelegrafia deu aos japoneses uma vantagem; no seu relatório sobre a batalha, o almirante Tōgō escreveu o seguinte:

Embora uma espessa névoa cobria o mar, tornando impossível de se observar qualquer coisa a uma distância que ultrapassasse cinco milhas, [através de mensagens por radiotelegrafia] todas as condições do inimigo estavam tão claras para nós, que estávamos a 30 ou 40 miles distantes, como se eles estivessem bem debaixo de nossos olhos.

Por volta de 13h55, Tōgō ordenou o hasteamento da Bandeira Z:

O destino do império depende do resultado desta batalha, que cada homem faça seu dever maior.

Às 13h40, ambas as frotas se avistaram e prepararam para o enfrentamento. Às 14h45, Tōgō havia cruzado o 'T' russo o possibilitando de atirar pelo bordo, enquanto os russos só podiam responder com suas torres de artilharia da frente.

### Batalha à luz do dia
Os russos navegaram de su-sudoeste para nor-nordeste; "continuando a um ponto de interseção que possibilitou somente a seus canhões  de proa o enfrentamento; permitindo a ele [Togo] interromper a maioria da artilharia russa sucessivamente fora de combate". A frota japonesa se dirigiu do nordeste para o oeste, Tōgō ordenou que a frota virasse em sequência, possibilitando que seus navios tomassem o mesmo caminho que os russos, embora arriscando cada couraçado consecutivamente. Esse giro foi bem-sucedido. Rozhestvenski tinha apenas duas alternativas, "uma investida direta, num alinhamento lado-a-lado", ou iniciar "uma batalha campal formal". Ele escolheu a última, e às 14h08, o navio-almirante japonês Mikasa foi atingido a cerca de 7 000 metros, com os japoneses revidando a 6 400 metros. A artilharia japonesa então mostrou sua superioridade, danificando a maioria dos couraçados russos. Como combates navais tradicionalmente se iniciam a uma considerável curta distância, Tōgō imediatamente ganhou vantagem da surpresa.
O Comandante Vladimir Semenoff, um oficial russo a bordo do navio-almirante Kniaz Suvorov, observou que  "Parecia impossível até para contar o número de projéteis que nos atingiam. Balas pareciam estar chovendo sobre nós incessantemente uma após a outra. As armaduras de aço e a superestrutura nos conveses superiores foram deixadas em pedaços, e os estilhaços causaram muitas baixas. Escadas de ferro foram deformadas em anéis, armas foram literalmente arremessadas de seus suportes. Além disso, havia uma temperatura extraordinariamente elevada e a chama líquida da explosão, que parecia se espalhar sobre tudo. Eu, até mesmo, assisti a uma placa de aço pegar fogo a partir de uma explosão".
Um acerto direto no paiol do Borodino pelo couraçado japonês Fuji fez com que ele explodisse, mandando fumaça a centenas de metros pelo ar e aprisionando toda a sua equipe a bordo enquanto o navio afundava. Os navios japoneses sofreram apenas danos leves. Rozhestvenski foi eliminado da ação por um fragmento de bala que atingiu seu crânio. À noite, o contra-almirante Nebogatov assumiu o comando da frota russa. Os russos perderam os navios de guerra Kniaz Suvorov, Oslyabya, Imperator Aleksandr III e o Borodino.

### Ataques noturnos
À noite, por volta de 20h00, 21 contratorpedeiros e 37 barcos torpedeiros japoneses se lançaram contra os russos. Os contratorpedeiros atacaram pela vanguarda enquanto os torpedeiros atacavam partindo do leste e sul da frota russa. Os japoneses foram agressivos, continuando seus ataques por três horas sem pausa, por consequência durante a noite, houve várias colisões entre as embarcações pequenas e os navios de guerra russos. Os russos foram dispersos em pequenos grupos tentando partir rumo ao norte. Às 23h00, parecia que os russos haviam desaparecido, porém eles revelaram suas posições para seus perseguidores ao ligarem seus holofotes — ironicamente, os holofotes foram ligados para detectar os agressores. O velho couraçado Navarin atingiu uma mina e foi obrigado a parar, consequentemente, ele foi torpedeado quatro vezes e afundou. De uma tripulação de 622, somente três sobreviveram para serem resgatados pelos japoneses.
O navio de guerra Sissoi Veliki foi severamente danificado por um torpedo na popa, e foi afundado no dia seguinte. Dois velhos cruzadores blindados — Admiral Nakhimov e Vladimir Monomakh — ficaram muito danificados, o primeiro por um golpe de torpedo na proa, o último por colidir com um contratorpedeiro japonês. Ambos foram a pique por suas tripulações na próxima manhã, o Admiral Nakhimov na Ilha de Tsushima, para onde se dirigia enquanto se enchia de água. Os ataques noturnos colocaram uma forte pressão nos russos, já que haviam perdido dois couraçados e dois cruzadores blindados, enquanto os japoneses perderam apenas três barcos torpedeiros.